# Saint-Sulpice-Laurière
Pour les articles homonymes, voir Saint-Sulpice.
Saint-Sulpice-Laurière (Sent Superis en occitan) est une commune française située dans le département de la Haute-Vienne en région Nouvelle-Aquitaine.

## Géographie

### Localisation
Saint-Sulpice-Laurière est située dans l'est du département de la Haute-Vienne, elle est arrosée par le Rivalier, affluent de l'Ardour. 

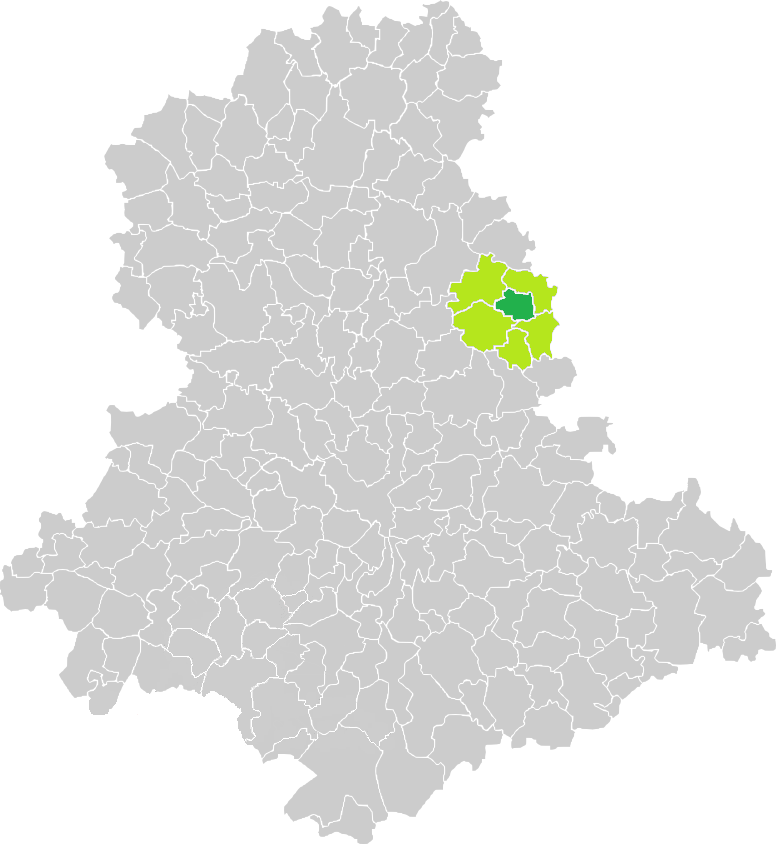
Situation de la commune de Saint-Sulpice-Laurière en Haute-Vienne.

### Communes limitrophes
| Bersac-sur-Rivalier     |                        | Laurière              |
|                         | Saint-Sulpice-Laurière |                       |
| Saint-Léger-la-Montagne |                        | Jabreilles-les-Bordes |

### Voies de communication et transports
À la gare de Saint-Sulpice-Laurière s'arrêtent les trains TER Nouvelle-Aquitaine des lignes Limoges-Vierzon et Limoges-Montluçon.
Le bourg de Saint-Sulpice-Laurière est contourné par la route départementale 914 qui permet de rejoindre, par le col de la Roche (altitude 456 m), l'autoroute A 20, en traversant La Jonchère-Saint-Maurice (où l'on trouve le seul carrefour équipé de feux tricolores du canton) et Ambazac.

### Climat
Pour des articles plus généraux, voir Climat de la Nouvelle-Aquitaine et Climat de la Haute-Vienne.
Historiquement, la commune est dans une zone de transition entre le climat océanique limousin et le climat montagnard.  
En 2020, Météo-France publie une typologie des climats de la France métropolitaine dans laquelle la commune est dans une zone de transition entre le climat océanique altéré et le climat de montagne et est dans la région climatique  Ouest et nord-ouest du Massif Central, caractérisée par une pluviométrie annuelle de 900 à 1 500 mm, maximale en automne et en hiver.
Pour la période 1971-2000, la température annuelle moyenne est de 11,1 °C, avec une amplitude thermique annuelle de 14,6 °C. Le cumul annuel moyen de précipitations est de 1 037 mm, avec 13,8 jours de précipitations en janvier et 7,9 jours en juillet. Pour la période 1991-2020, la température moyenne annuelle observée sur la station météorologique la plus proche, située sur la commune de Saint-Léger-la-Montagne à 4,73 km à vol d'oiseau, est de 10,4 °C et le cumul annuel moyen de précipitations est de 1 371,7 mm,. Pour l'avenir, les paramètres climatiques de la commune estimés pour 2050 selon différents scénarios d’émission de gaz à effet de serre sont consultables sur un site dédié publié par Météo-France en novembre 2022.

## Urbanisme

### Typologie
Au 1er janvier 2024, Saint-Sulpice-Laurière est catégorisée commune rurale à habitat dispersé, selon la nouvelle grille communale de densité à sept niveaux définie par l'Insee en 2022.
Elle est située hors unité urbaine. Par ailleurs la commune fait partie de l'aire d'attraction de Limoges, dont elle est une commune de la couronne,. Cette aire, qui regroupe 127 communes, est catégorisée dans les aires de 200 000 à moins de 700 000 habitants,.

### Occupation des sols
L'occupation des sols de la commune, telle qu'elle ressort de la base de données européenne d’occupation biophysique des sols Corine Land Cover (CLC), est marquée par l'importance des forêts et milieux semi-naturels (65,2 % en 2018), en diminution par rapport à 1990 (67,3 %). La répartition détaillée en 2018 est la suivante : 
forêts (65,2 %), prairies (17,4 %), zones agricoles hétérogènes (10,3 %), zones urbanisées (7,1 %). L'évolution de l’occupation des sols de la commune et de ses infrastructures peut être observée sur les différentes représentations cartographiques du territoire : la carte de Cassini (XVIIIe siècle), la carte d'état-major (1820-1866) et les cartes ou photos aériennes de l'IGN pour la période actuelle (1950 à aujourd'hui).

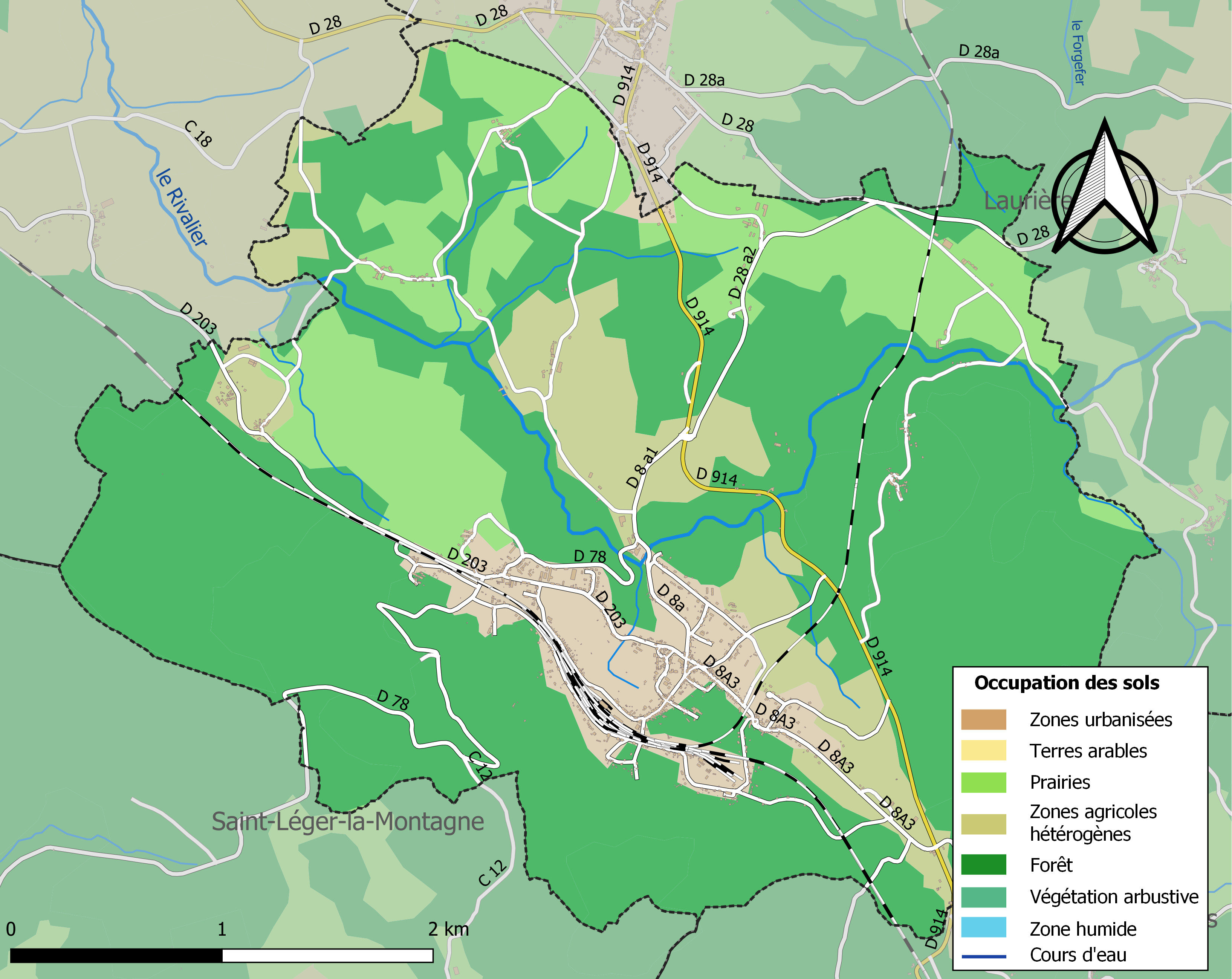
Carte des infrastructures et de l'occupation des sols de la commune en 2018 (CLC).

### Risques majeurs
Le territoire de la commune de Saint-Sulpice-Laurière est vulnérable à différents aléas naturels : météorologiques (tempête, orage, neige, grand froid, canicule ou sécheresse) et séisme (sismicité faible). Il est également exposé à un risque particulier : le risque de radon. Un site publié par le BRGM permet d'évaluer simplement et rapidement les risques d'un bien localisé soit par son adresse soit par le numéro de sa parcelle.

#### Risques naturels

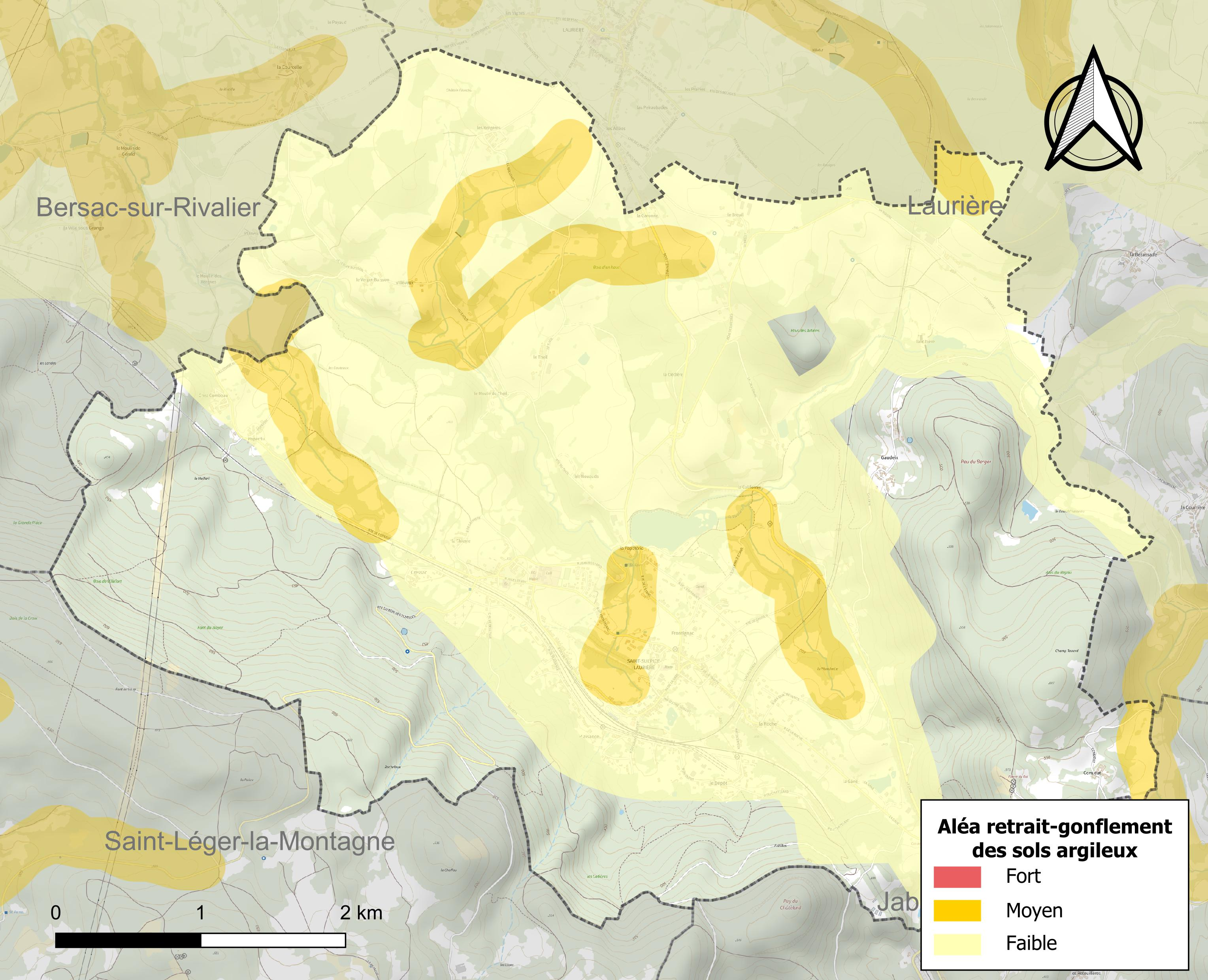
Carte des zones d'aléa retrait-gonflement des sols argileux de Saint-Sulpice-Laurière.

Le retrait-gonflement des sols argileux est susceptible d'engendrer des dommages importants aux bâtiments en cas d’alternance de périodes de sécheresse et de pluie. 11,5 % de la superficie communale est en aléa moyen ou fort (27 % au niveau départemental et 48,5 % au niveau national métropolitain). Depuis le 1er octobre 2020, en application de la loi ÉLAN, différentes contraintes s'imposent aux vendeurs, maîtres d'ouvrages ou constructeurs de biens situés dans une zone classée en aléa moyen ou fort,.
La commune a été reconnue en état de catastrophe naturelle au titre des dommages causés par les inondations et coulées de boue survenues en 1982 et 1999 et par des mouvements de terrain en 1999.

#### Risque particulier
Dans plusieurs parties du territoire national, le radon, accumulé dans certains logements ou autres locaux, peut constituer une source significative d’exposition de la population aux rayonnements ionisants. Selon la classification de 2018, la commune de Saint-Sulpice-Laurière est classée en zone 3, à savoir zone à potentiel radon significatif.

## Histoire
Le bourg de Saint-Sulpice appartient jusqu'à la Révolution française aux hospitaliers de la commanderie de Morterolles.
À un kilomètre au nord-ouest du col de la Roche, Saint-Sulpice-Laurière est situé dans un endroit stratégique et il est au pied du camp gallo-romain du Maillorat (oppidum du Châtelard sur le territoire de la commune de Jabreilles-les-Bordes).
Niché dans une cuvette au centre des Monts d'Ambazac, où le climat est rude et peu propice à l'agriculture, Saint-Sulpice n'est, au début du XIXe siècle, qu'un village en marge de Laurière, alors deux fois plus peuplé.
Cette situation change à partir de 1844 quand les promoteurs du chemin de fer décident d'y établir dans un premier temps la « gare de Laurière » (future gare de Saint-Sulpice-Laurière), sur le trajet Vierzon-Limoges, c'est-à-dire Paris-Toulouse, puis un nœud ferroviaire permettant la jonction avec une autre ligne vers Guéret et Montluçon. Cet embranchement nécessite l'établissement d'un important dépôt de machines à vapeur, d'une rotonde et d'un pont tournant pour que les trains allant de Limoges à Guéret puissent manœuvrer. Ces activités demandent une main-d'œuvre nombreuse et l'on voit presque tripler la population de Saint-Sulpice-Laurière entre 1861 et 1921 (passant de 764 à 1 959 habitants).
Avec le remplacement des locomotives à vapeur par des locomotives et autorails diesels, le dépôt devient obsolète. À sa place est installé un parc de remisage des ensembles mobiles de signalisation (parc EMS) de la SNCF, mais il réclame beaucoup moins de personnel, d'où un relatif dépeuplement et déclin de Saint-Sulpice-Laurière.
Cependant, avec ses commerces, son collège et une bonne desserte ferroviaire, le village reste le centre d'activités du canton.

## Politique et administration

### Maire
| Période                                  | Période  | Identité            | Étiquette | Qualité                             |
| ---------------------------------------- | -------- | ------------------- | --------- | ----------------------------------- |
| 1919                                     | 1941     | Eugène Piginier     | SFIO      |                                     |
| avant 1981                               | ?        | Michel Bois         | PCF       |                                     |
| 1989                                     | 2001     | Jacques Gay-bellile | SE        | Président de communauté de commune  |
| mars 2001                                | 2014     | Gérard Lardy        |           |                                     |
| mars 2014                                | En cours | Jean-Michel Peyrot  | DVG       | Conseiller départemental remplaçant |
| Les données manquantes sont à compléter. |          |                     |           |                                     |

## Démographie
L'évolution du nombre d'habitants est connue à travers les recensements de la population effectués dans la commune depuis 1793. Pour les communes de moins de 10 000 habitants, une enquête de recensement portant sur toute la population est réalisée tous les cinq ans, les populations de référence des années intermédiaires étant quant à elles estimées par interpolation ou extrapolation. Pour la commune, le premier recensement exhaustif entrant dans le cadre du nouveau dispositif a été réalisé en 2005.

En 2022, la commune comptait 804 habitants, en évolution de −3,83 % par rapport à 2016 (Haute-Vienne : −0,68 %, France hors Mayotte : +2,11 %).
| 1793 | 1800 | 1806 | 1821 | 1831 | 1836 | 1841 | 1846 | 1851 |
| ---- | ---- | ---- | ---- | ---- | ---- | ---- | ---- | ---- |
| 570  | 599  | 601  | 673  | 668  | 699  | 714  | 750  | 781  |

| 1856 | 1861 | 1866  | 1872  | 1876  | 1881  | 1886  | 1891  | 1896  |
| ---- | ---- | ----- | ----- | ----- | ----- | ----- | ----- | ----- |
| 768  | 764  | 1 056 | 1 057 | 1 311 | 1 337 | 1 464 | 1 424 | 1 502 |

| 1901  | 1906  | 1911  | 1921  | 1926  | 1931  | 1936  | 1946  | 1954  |
| ----- | ----- | ----- | ----- | ----- | ----- | ----- | ----- | ----- |
| 1 631 | 1 606 | 1 840 | 1 959 | 1 958 | 1 938 | 1 850 | 1 895 | 1 789 |

| 1962  | 1968  | 1975  | 1982  | 1990  | 1999 | 2005 | 2006 | 2010 |
| ----- | ----- | ----- | ----- | ----- | ---- | ---- | ---- | ---- |
| 1 582 | 1 459 | 1 330 | 1 200 | 1 046 | 881  | 941  | 941  | 866  |

| 2015 | 2020 | 2022 | - | - | - | - | - | - |
| ---- | ---- | ---- | - | - | - | - | - | - |
| 833  | 819  | 804  | - | - | - | - | - | - |

## Culture locale et patrimoine

### Lieux et monuments
- Église Saint-Sulpice : appelée église du bourg, elle date du XIIIe siècle et est classée monument historique depuis le 16 décembre 1982[26]. Elle est adossée à un clocher-donjon du XIe qui avait vraisemblablement un usage militaire défensif.
- Église Notre-Dame-de-la-Voie : construite au XXe siècle près de la gare de Saint-Sulpice-Laurière grâce à la volonté du père Fredon et la participation financière des paroissiens. Elle fut construite parce que l'église du bourg était trop éloignée de celui-ci et de moins en moins fréquentée. Pour remercier la Vierge Marie d'avoir fait un miracle en sauvant de la mort les ouvriers et le chef de chantier lors de l'éboulement d'un tunnel en 1849, une statue avait déjà été offerte à la Vierge. Cette statue fut d'abord hébergée dans l'église du bourg puis trouva sa place dans la nouvelle église. La première pierre fut posée en 1955 ; le chantier fut interrompu et repris en 1963 pour se terminer le 22 mars 1964 ; elle fut bénie le 10 mai 1964. On y trouve aussi une bannière des cheminots qui avait été bénie le 4 mai 1913 lors d'une importante cérémonie.
- La Font-du-Loup : ancienne fontaine-lavoir.
- Étang de la papeterie sur le Rivalier.
- Gare de Saint-Sulpice-Laurière et sa plantation de ginkgo biloba.
- La Pierre du Roi, chaos granitique évoquant la forme d'un siège, lieu de rencontre supposé entre Louis XIV et Madame de Montespan[27].

### Galerie de photos

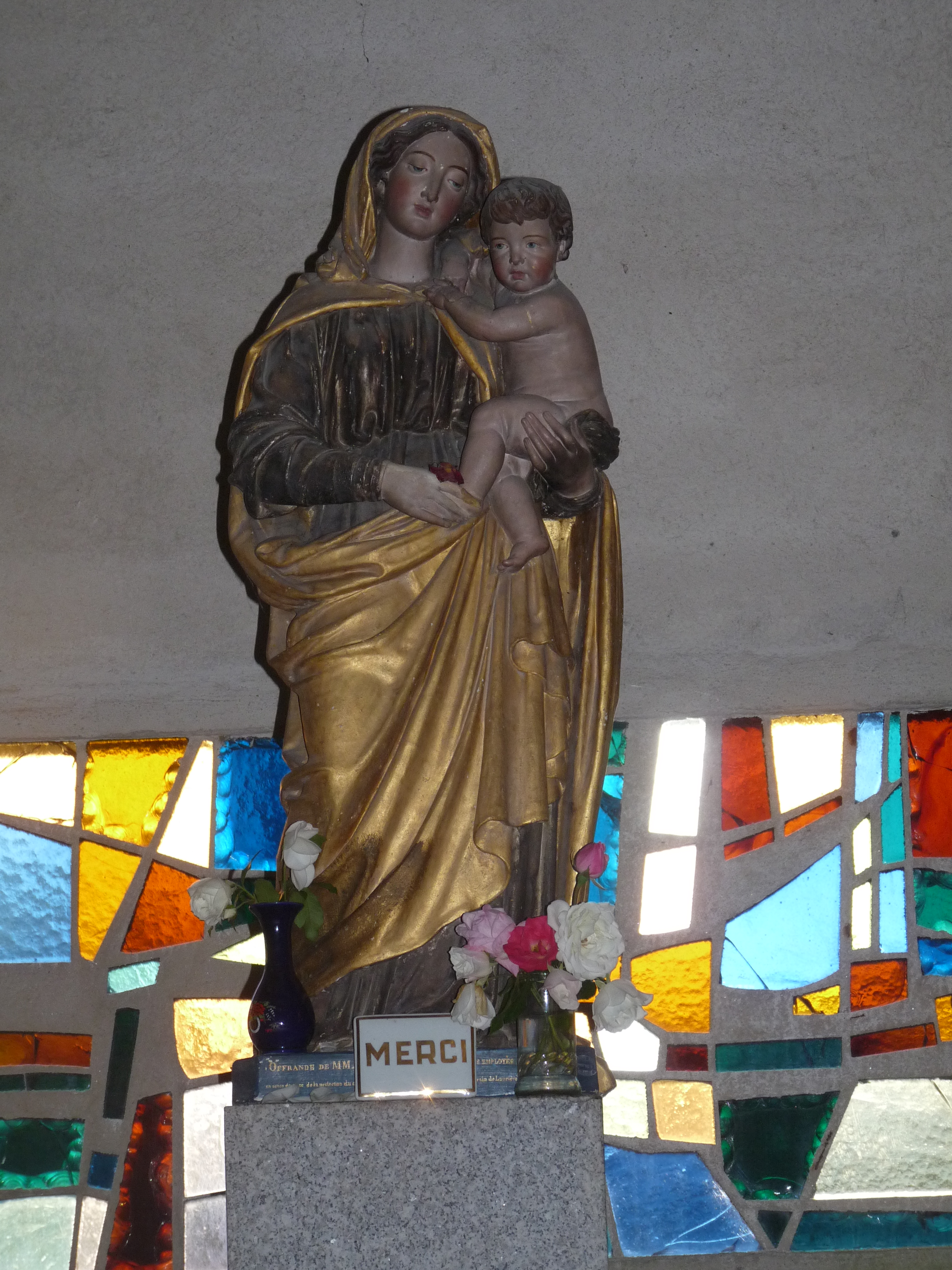
La statue de La Vierge.
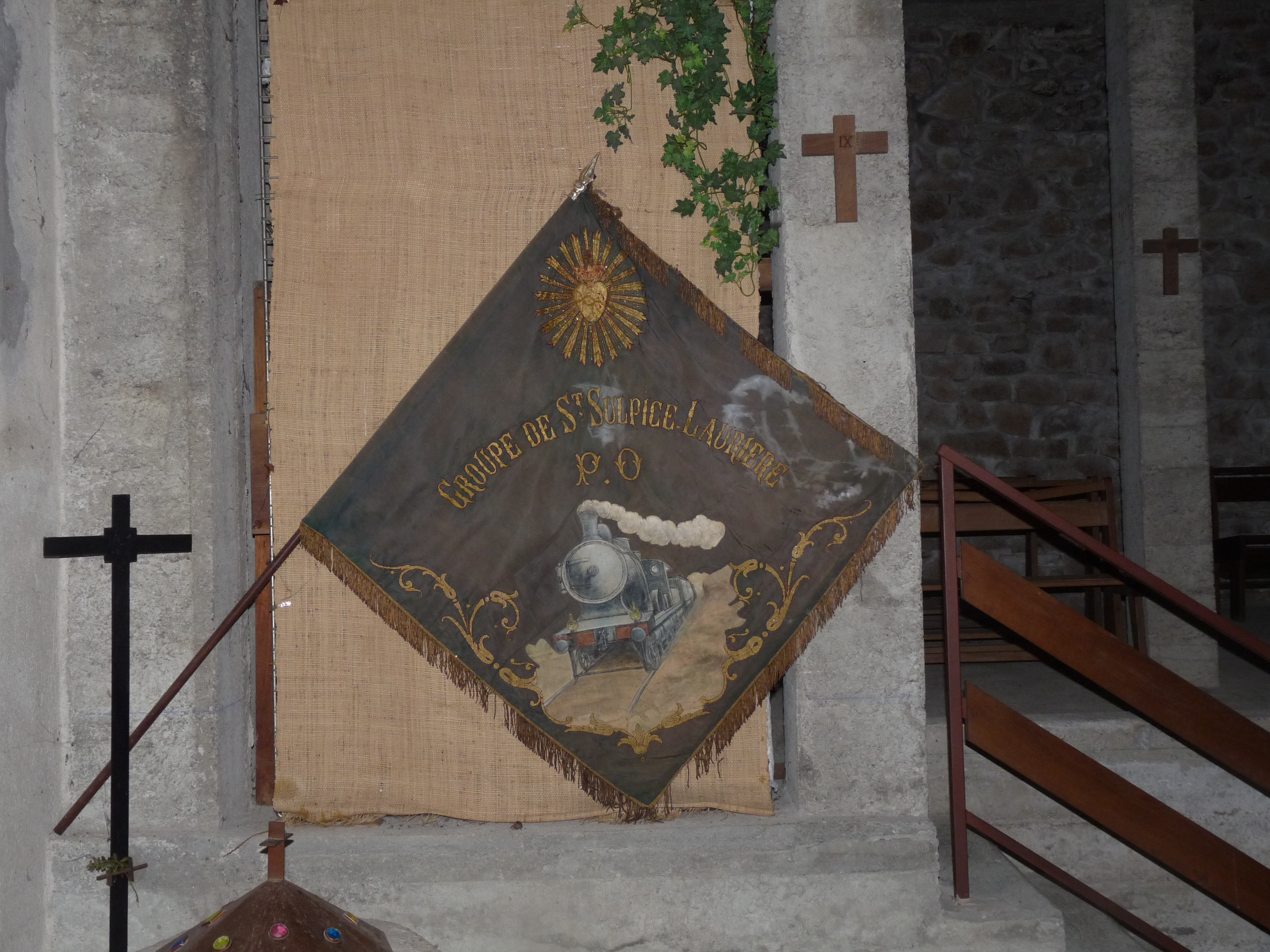
La bannière des cheminots dans l'église Notre-Dame-de-la-Voie.
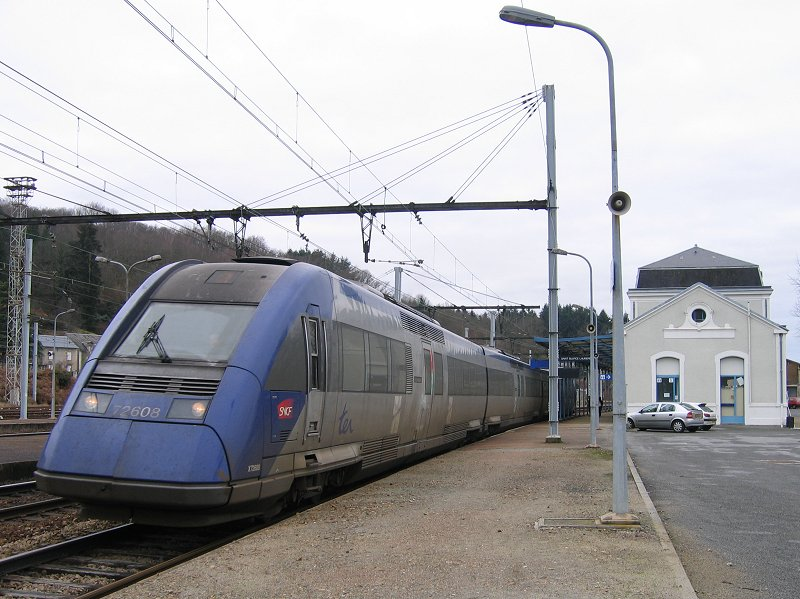
La gare de Saint-Sulpice-Laurière.
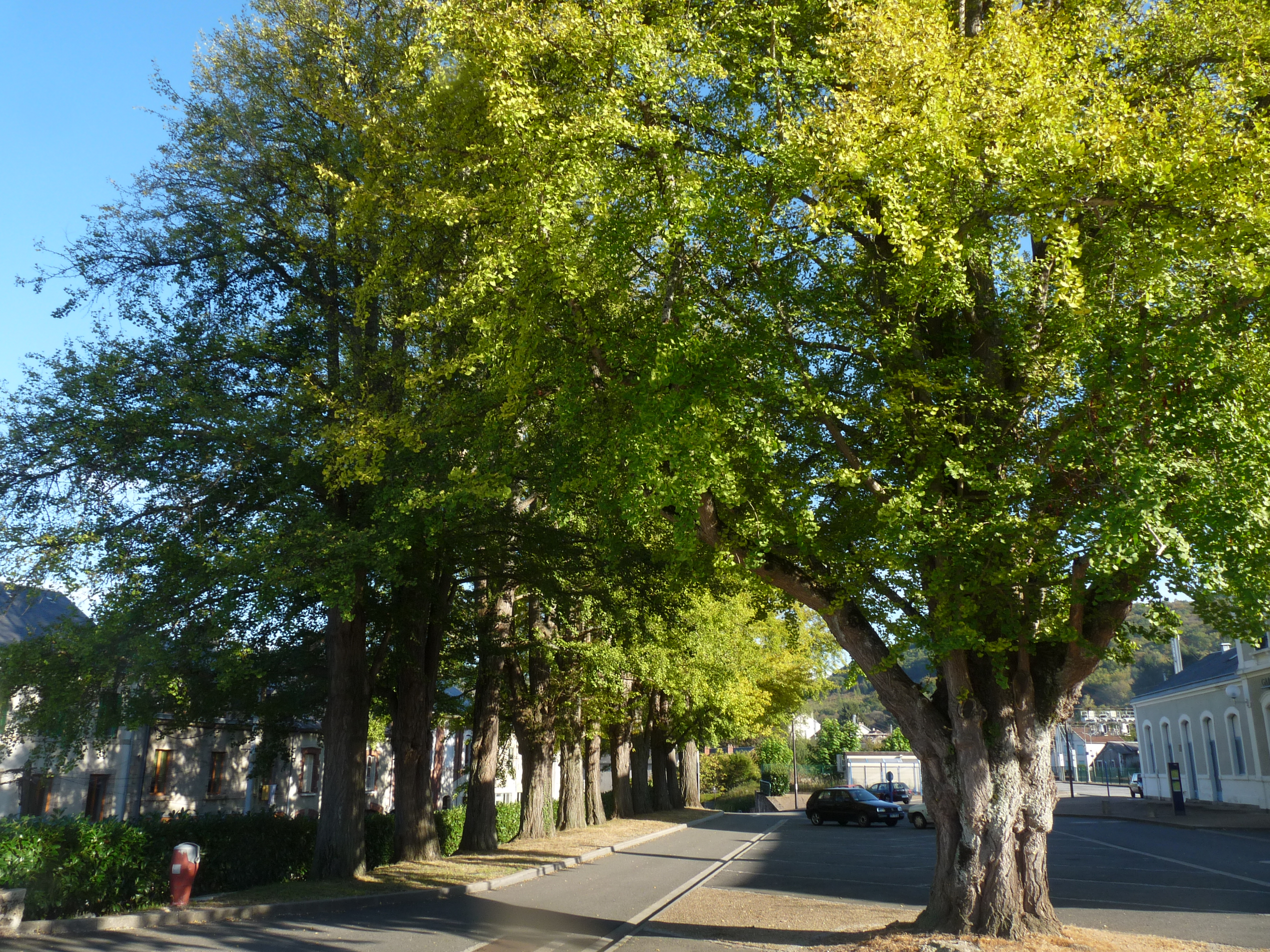
Les ginkgos de la gare.
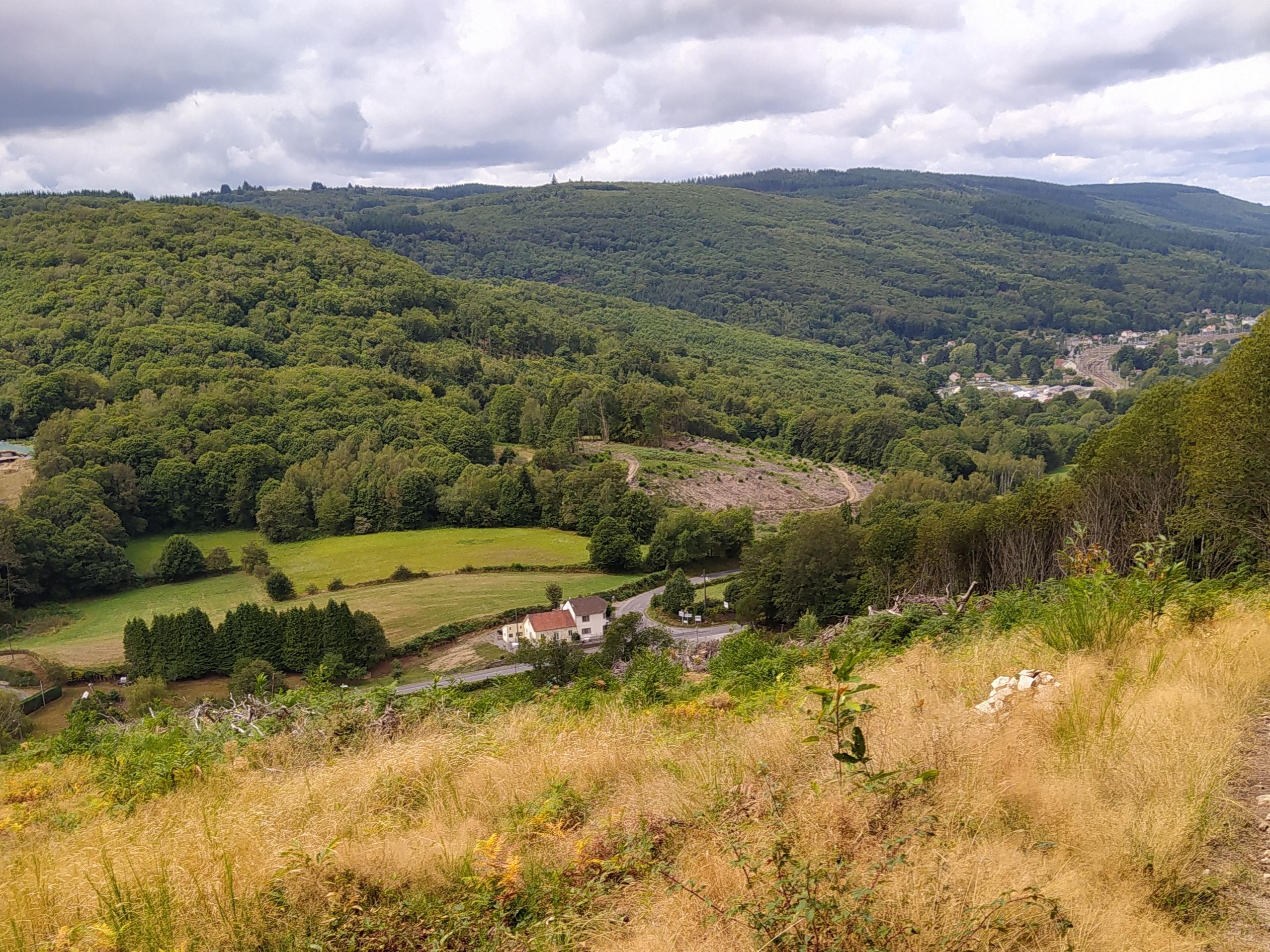
La gare et le Bois des Échelles depuis le col de la Roche.

### Personnalités liées à la commune
- Le comédien Jack Ary (1919-1974) y est né et est enterré dans le cimetière communal.
- L'illustrateur Art déco Émile-Allain Séguy (1877-1951) est né dans la commune.
- Henri Leclerc (1934-2024), avocat, y est né.
- Annie Leclerc, femme de lettres et féministe, sœur du précédent, y est née également.
- Odette Couty, enseignante et victime du massacre d'Oradour-sur-Glane y est née en 1921[28].

### Blasonnement
|  | Les armoiries de Saint-Sulpice-Laurière se blasonnent ainsi : De sinople à la cotice en barre d'or chargée d'une cotice en barre de gueules surchargée de l'inscription en capitales aussi d'or SAINT SULPICE LAURIERE et accompagnée, en chef, de 3 vaches couchées d'argent, 2 contournées, la troisième plus grosse brochant en partie sous celle de dextre, et, en pointe, de l'église du lieu aussi d'argent ; au chef cousu d'azur chargé de 3 feuilles de ginkgo biloba d'or penchés à dextre. |

## Pour approfondir